# Semperdon uncatus
Semperdon uncatus é uma espécie de gastrópode  da família Charopidae.
É endémica de Palau.